# 帰って来た潮来笠
「帰って来た潮来笠」は、1973年1月25日に ビクターより発売された橋幸夫の118枚目のシングル（SV-2319）。

## 概要
- 作詞は佐伯孝夫、作曲は吉田正で、橋の両恩師による楽曲である。
- 楽曲制作のきっかけは、橋が、笹沢佐保に舞台公演用の作品を依頼したこと。笹沢は橋のデビュー曲『潮来笠』の伊太郎を主人公にした新しい潮来の伊太郎（「帰って来た潮来笠」）を書こう」と承諾して[2]、話が具体化した。
- 橋と笹沢は、橋が笹沢作の「木枯らし紋次郎」を舞台で演じて、旧知の関係にあった。
- シナリオができあがると、今度はそれをもとに「潮来笠」を作詞した佐伯が、自ら作詞した。
- この頃、明治35年生まれの佐伯孝夫は老齢期に入り、前年の72年には橋への楽曲提供がなかったが、本73年にはこの「帰って来た潮来笠」を含めシングル4枚8曲の作詞を担っている。（翌年2曲を橋に提供したのが最後となった）[1]
- 歌詞には「流れ流れて13年目」とあり、また楽曲の間奏に「潮来笠」のメロディが流れるなど、完全な続編仕立てとなっている[3]。
- c/wの「雨降り峠」も作詞佐伯孝夫、作曲吉田正で、A面と同じである。

## 収録曲
1. 帰って来た潮来笠（SV-2319）
作詞： 佐伯孝夫、作・編曲：吉田正
2. 雨降り峠
作詞： 佐伯孝夫、作・編曲：吉田正

## 収録アルバム
LP盤のアルバムにはあるが、CDアルバム未収録楽曲となっている。CD-BOXへの収録もない。